# شهرستان سوواوکی
شهرستان سوواوکی (به لهستانی: Powiat Suwałki) یک شهرستان در لهستان است که در استان پودلاسکی واقع شده‌است. شهرستان سوواوکی ۱٬۳۰۷٫۳۱ کیلومتر مربع مساحت و ۳۵٬۱۳۶ نفر جمعیت دارد.